# Saint-Romain (Vienne)
Saint-Romain ist eine französische Gemeinde mit 390 Einwohnern (Stand 1. Januar 2022) im Département Vienne in der Region Nouvelle-Aquitaine (vor 2016 Poitou-Charentes). Die Gemeinde gehört zum Arrondissement Montmorillon und zum Kanton Civray (bis 2015 Charroux).

## Lage
Saint-Romain liegt etwa 45 Kilometer südlich von Poitiers. Umgeben wird Saint-Romain von den Nachbargemeinden Sommières-du-Clain im Norden, Château-Garnier im Osten und Nordosten, La Chapelle-Bâton im Süden und Osten, Champniers im Westen und Südwesten sowie Romagne im Nordwesten.

## Bevölkerungsentwicklung
| Jahr                      | 1962 | 1968 | 1975 | 1982 | 1990 | 1999 | 2006 | 2012 |
| Einwohner                 | 725  | 613  | 493  | 443  | 387  | 363  | 407  | 416  |
| Quelle: Cassini und INSEE |      |      |      |      |      |      |      |      |

## Sehenswürdigkeiten
- Kirche St-Romain (siehe auch: Liste der Monuments historiques in Saint-Romain (Vienne))